# 我們的發現
《我們的發現》（日語：僕らのユリイカ）是日本偶像组合NMB48的第7张单曲唱片作品，由吉本R and C（よしもとアール・アンド・シー）以「laugh out loud! records」的唱片品牌於2013年6月19日发行。

## 簡介
單曲上市時所使用的广告标语为“是你教会了我什麼是‘发现’”（日語：君が“ユリイカ”を教えてくれた）。而歌名與標語中的「Eureka」（ユリイカ），是希腊语中的“发现”（εύρηκα）之意。
《我們的發現》是NMB48繼第6張單曲《北川謙二》發行後，間隔約7個月才發行的單曲。與前作同樣，採一張單曲多版本發行的方式上市，包括Type-A、Type-B與Type-C三個普通版本，與指定由角川書店專營網路銷售的關係企業chara-ani限量銷售的劇場盤共4種型式。三個普通版的主打A面曲與第一B面曲曲目相同，主要的差異在第二B面曲與DVD中的收錄影片之不同。
主打A面曲《我們的發現》，是在2013年5月23日深夜播放的NMB48冠名資訊綜藝節目《NMB和學習君》（NMBとまなぶくん）中首次公開，在節目的攝影棚內進行了現場演唱。「Selective Hearing」評論指歌曲當中3人的聲音較為突出，能夠體現出其歌喉的魅力而又不會被其他成員的合唱聲蓋過；音樂方面則以吉他為主，不同於此前的《海岸邊最可愛的女孩！》和《北川謙二》，歌曲給予人的感覺較為清新，並非一般偶像歌曲的風格，整體給予4分（5分為滿分）。

## 销售成績
單曲上市後的首日銷量統計為42.1萬張，成功拿到Oricon公信榜單日銷售排行榜的榜首。此單日銷量數字超過《海岸邊最可愛的女孩！》（ナギイチ）的37.6萬張，成為NMB48成立以來單日銷售量最高的單曲。在發售後首週的2013年7月1日Oricon單曲週榜中，本作品以48.2万張的數字獲得第一名，除了是出道以來第6張週榜冠軍單曲外，也刷新了NMB48成立以来最高的首週銷售記錄。
除了創下週榜冠軍外，由於《我們的發現》是NMB48進入2013年之後發行的第一張單曲，因此自2011年7月發行的第一張單曲《絕滅黑髮少女》開始，正式進入出道作品發行以來的第三年。根據日本的唱片銷售統計史，NMB48是歷年來的女性藝人類別中第五個出道作發行後連續三年皆有單曲作品站上週榜冠軍的單位，曾達成此紀錄的前四者分別是松田聖子（1980年起算）、藥師丸博子（薬師丸ひろ子，1981年起算）、中森明菜（1982年起算）與早安少女組（モーニング娘。，1998年起算），如果只計算團體型女性藝人，則為早安少女組之後首度能跟上這紀錄者。

## 版本與收录內容

### Type-A
Type-A版本的封面照片是由小笠原茉由、小谷里歩、山本彩、島田玲奈、高野祐衣、谷川愛梨、山田菜菜（山田菜々）與加藤夕夏共同拍攝，而封底則是由拍攝封面的八人再加上白組的成員（本版本收錄的第二B面曲《臼齒》之演唱小分隊）共同拍攝。
CD
1. 《我們的發現》 （僕らのユリイカ）（曲長4分10秒）
2. 《傳不到的傳達物》（届かなそうで届くもの）（曲長3分56秒）
3. 《臼齿》（奥歯）（曲長5分41秒）
4. 《我們的發現》純配樂（off vocal）版
5. 《如觸不到卻碰得到》純配樂版
6. 《臼齿》純配樂版

DVD
1. 《我們的發現》MV
2. 《我們的發現》舞蹈版（Dance Ver.）MV
3. 《臼齿》MV
4. 特典影片 小谷里步vs月亭方正 廢柴污名洗刷對決（へたれ返上対決）前編

小谷曾在由NMB48擔任固定成員的綜藝節目《Docking48》（どっキング48）之外景單元「挑戰48」（チャレンジ48）中，於挑戰東映太秦電影村的鬼屋時因為太過害怕而在鬼屋中大哭腿軟，並且花了54分鐘才順利走出鬼屋，而被戲稱為「廢柴傳說」（へたれ伝説）並且拿到NMB48第一廢柴的稱號。為了洗刷污名，她與被稱做搞笑界第一廢柴的落語家月亭方正（原藝名為山崎邦正）進行了七場爆笑對決，以決定誰才是大阪第一廢柴，過程被拍攝成影片並分前後篇收錄於Type-A與Type-B所附的DVD中。除了兩位比賽的主角外，幾乎所有的NMB48成員與多位搞笑藝人也到場聲援。另外，由于拍摄时间较早，於單曲發行時已解除兼任離開NMB48的横山由依，也參與了此段特典影片的錄影。
特典
1. 交换卡：由16種不同設計的卡片中隨機抽選一張附入唱片包裝中。但因為Type-A、-B、-C各有不同的卡片設計，因此實際上共有48種造型存在[15]。
2. 全国握手会参加券

### Type-B
Type-B版本的封面照片是由市川美織、上西惠、白間美瑠、吉田朱里、渡邊美優紀、矢倉楓子、與儀凱拉（與儀ケイラ）與藪下柊共同拍攝，而封底則是由拍攝封面的八人再加上紅組的成員（本版本收錄的第二B面曲《野蠻的霜淇淋》之演唱小分隊）共同拍攝。
CD
1. 《我們的發現》
2. 《傳不到的傳達物》
3. 《野蛮的软冰淇淋》（野蛮なソフトクリーム）（曲長4分27秒）
4. 《我們的發現》純配樂版
5. 《如觸不到卻碰得到》純配樂版
6. 《野蛮的软冰淇淋》純配樂版

DVD
1. 《我們的發現》MV
2. 《我們的發現》舞蹈版MV
3. 《野蛮的软冰淇淋》MV
4. 特典影片 小谷里步vs月亭方正 廢柴污名洗刷對決 後編

特典
1. 交换卡
2. 全国握手会参加券

### Type-C
Type-C的封面照片是由演唱《我們的發現》一曲的16名選拔組成員一同拍攝，而封底則是選拔組成員再加上演唱本版本第二B面曲《在雛壇上發揮不了我的魅力》的小分隊「難波鉄砲隊其之参」共24人一同拍攝。
CD
1. 《我們的發現》
2. 《傳不到的傳達物》
3. 《在雛壇上發揮不了我的魅力》（曲長3分50秒）
4. 《我們的發現》純配樂版
5. 《如觸不到卻碰得到》純配樂版
6. 《在雛壇上發揮不了我的魅力》純配樂版

DVD
1. 《我們的發現》MV
2. 《我們的發現》舞蹈版MV
3. 《在雛壇上發揮不了我的魅力》MV
4. NMB feat.吉本新喜劇（日语：吉本新喜劇） Vol.6

特典
1. 交换卡
2. 全国握手会参加券

### 劇場盤
劇場盤的封面照片是由入選《我們的發現》選拔組的16名成員合照，也是四個版本中唯一一個採用劇情版MV荒島漂流劇照作為封面的版本（其他三個版本皆為泳裝合照）。此版本與Type-A、B、C三版最大的不同在於收錄歌曲多了1首，達4首，但包裝中沒有附贈DVD。
CD
1. 《我們的發現》
2. 《臼齿》
3. 《野蛮的软冰淇淋》
4. 《彩姐》（さや姉）
5. 《我們的發現》純配樂版
6. 《臼齒》純配樂版
7. 《野蠻的霜淇淋》純配樂版

- 《彩姐》純配樂版

特典
- 個別握手会参加券

## 歌曲與選拔成員
以下所提及的成員所屬分隊都是以單曲唱片發行的時間點為準。在新單曲中，除了即將在發片後沒多久的7月1日正式畢業的福本愛菜之外，包含正規成員與研究生在內的所有NMB48成員至少都參與了一首以上的歌曲演唱。

### 我們的發現
與唱片同名的主打A面曲《我們的發現》（僕らのユリイカ）由秋元康作詞，高田曉作曲，生田真心負責編曲。此曲有兩個版本的MV，其中作為主要版本的劇情版是以NMB48的成員們漂流到無人島上的故事作為主軸，描述她們從迷惘、害怕到一起合作，努力搭建出一艘竹筏之後逃出無人島的過程。影片的外景是在鹿兒島縣最南端的離島與論島上拍攝。除了NMB48的選拔組成員外，連NMB48劇場經理金子剛也有在片尾客串演出。
至於另一個命名為「舞蹈版」（Dance version）的MV，則是由選拔組成員們穿著泳裝在希臘建築風格的戶外背景中拍攝，因此這次的單曲其實也可視為是繼2012年5月發行的《海岸邊最可愛的女孩！》（ナギイチ）後，每年夏天定期會發行的泳裝單曲之續作。
《我們的發現》這首歌在NMB48於關西電視台的冠名節目《NMB和學習君》5月23日的播出中進行首次攝影棚演唱披露後，就被採用作為該節目的片尾曲。除此之外，千葉電視台的流行音樂節目《ONGAX》也選擇了此曲作為該節目6月份的片頭曲。
擔任此曲中央位置（center）成員的是山本彩，而在舞蹈編隊中站在她兩側的前排成員則分別是渡邊美優紀與山田菜菜。演唱此曲的選拔組成員包括了：
- Team N：市川美織、小笠原茉由、小谷里歩、上西惠、白間美瑠、山本彩、吉田朱里、渡邊美優紀
- Team M：島田玲奈、高野祐衣、谷川愛梨、矢倉楓子、山田菜菜、与仪凯拉
- Team BII：加藤夕夏、薮下柊

在選拔名單中，包含了4月28日時才宣佈至NMB48兼任的AKB48 Team B成員市川美織。第一次入選選拔組的有Team M的隊長島田玲奈與高野祐衣兩人，同隊的與儀凱拉則是自《純情U-19》發行1年4個月之後再次入選。與前一張單曲《北川謙二》的選拔名單比較，共有四人沒有入選此次新單曲的選拔，她們分別是4月時宣佈要解除兼任的AKB48 Team A成員橫山由依、即將畢業的福本愛菜，與門脇佳奈子、岸野里香兩人。

### 傳不到的傳達物
《傳不到的傳達物》（届かなそうで届くもの）被收錄於Type-A、-B、-C三個普通版本中，可視為是此張單曲唱片的第一B面曲，與過去幾張作品的作法有點類似，NMB48的唱片中第一B面曲經常不會拍攝對應的MV。此曲的作詞為秋元康；負責作曲的島崎貴光雖然過去曾替AKB48、SKE48甚至前田敦子的單飛作品作過曲，但卻是第一次與NMB48合作；至於負責編曲的則為佐佐木裕（佐々木裕）。
《傳不到的傳達物》是NMB48自家的冠名綜藝節目、日本電視台的《NMB48 藝人！！2》（NMB48 げいにん!!2）之片尾曲，也是以該節目改編的劇場版電影《NMB48 藝人！THE MOVIE 搞笑青春女孩！》（NMB48 げいにん!THE MOVIE お笑い青春ガールズ!）之主題曲。
擔任此曲中央位置成員的是山本彩，演唱此曲的成員名單包括：
- Team N：小笠原茉由、木下春奈、小谷里步、近藤里奈、上西惠、白間美瑠、山本彩、吉田朱里、渡邊美優紀
- Team M：木下百花、矢倉楓子、山田菜菜
- Team BII：太田夢莉、久代梨奈、薮下柊
- AKB48 Team A：横山由依

曾在2012年8月至2013年5月間於NMB48兼任的橫山由依，在此張單曲唱片發行時已經解除兼任不再是NMB48的成員，但仍然參與了新曲的錄製。

### 臼齒
《臼齒》（奥歯）是這張單曲作品中的小分組「白組」之演唱曲，收錄於Type-A與劇場盤中。新曲由秋元康作詞，曾經替HKT48與乃木坂46寫歌的山本加津彥負責作曲，清水哲平負責編曲。在此曲MV中擔任center位置的成員是一向負責白組領隊的山本彩，而站她兩旁的前排成員則是山田菜菜與小笠原茉由。在唱片發行時已經解除兼任的橫山由依與紅組領隊渡邊美優紀雖然沒有參與此曲的演唱，但卻有在MV中客串演出，且MV的劇情有部分還是圍繞著橫山的離團（在劇情中設定為因為父親調職而轉學到東京）進行。
獲選這次白組名單的成員包括：
- Team N：小笠原茉由、門脇佳奈子、岸野里香、木下春奈、山口夕輝、山本彩
- Team M：東由樹、村上文香、山岸奈津美、山田菜菜
- Team BII：上枝惠美加、日下木之實（日下このみ）

在這次白組的成員名單中，上枝惠美加與日下木之實是第一次入選白組。木下春奈、山口夕輝與山田菜菜之前原本是紅組的成員，山岸奈津美則曾是難波鐵砲隊其之貳的成員。岸野里香、村上文香是繼第四張單曲《海岸邊最可愛的女孩！》後間隔1年1個月再度加入白組，門脇佳奈子上一次參與白組的演出則是在1年4個月前的第三張單曲《純情U-19》中。在上一張單曲《北川謙二》的白組成員中，僅有Team BII的山內翼（山内つばさ）與研究生林萌萌香兩人未再入選白組。

### 野蠻的霜淇淋
《野蠻的霜淇淋》（野蛮なソフトクリーム）是這張單曲作品中的小分組「紅組」之演唱曲，收錄於Type-B與劇場盤中。這首歌是由秋元康作詞，曾替AKB48成員河西智美與倉持明日香的個人單曲譜曲的依光輝久負責作曲與編曲。在這首歌的MV中擔任center位置的成員是一向擔任紅組領隊的渡邊美優紀，但除了渡邊之外，剛以兼任成員的身份加入NMB48的市川美織也佔了不小的鏡頭比重，在MV的劇情中扮演來自東京的轉學生。渡邊、市川與近藤里奈及矢倉楓子四人，是此曲MV中的四名前排成員，除此之外，並未參與歌曲演唱的白組領隊山本彩，與演员大河内奈奈子也有在本曲的MV中客串演出。
獲選這次紅組名單的成員包括：
- Team N：市川美織、古賀成美、近藤里奈、渡邊美優紀
- Team M：沖田彩華、川上禮奈、木下百花、三田麻央、矢倉楓子
- Team BII：黑川葉月、小林莉加子、室加奈子

在此次的紅組成員名單中，市川美織、古賀成美與小林莉加子是第一次加入紅組，而近藤里奈、沖田彩華與木下百花三人先前原本是白組的成員。

### 在雛壇上發揮不了我的魅力
《在雛壇上發揮不了我的魅力》是這張單曲作品中的小分組「難波鐵砲隊其之參」之演唱曲，僅收錄於Type-C中。歌曲由秋元康作詞，曾替乃木坂46譜曲的木村有希擔任作曲，並由增田武史編曲。
在新曲的MV中，與儀凱拉和白間美瑠以雙center的方式站在隊伍前排。此曲的MV是以一個模仿1980年代偶像團體「小貓俱樂部」冠名綜藝節目《晚霞喵喵》風格的虛構節目「聖代娘吃到飽」（パフェッ娘バイキング）作為場景，由與儀和白間兩人，搭配客串演出的搞笑藝人白米飯二人組擔任節目主持人，其餘演唱成員與伴舞舞群坐在主播台後方的雛壇上。全體參與演出的成員皆作80年代的偶像打扮，其中與儀凱拉模仿了小貓俱樂部成員、資深藝人工藤靜香的招牌馬尾髮型，短髮的赤澤萌乃模仿高井麻巳子，村瀨紗英則仿效新田惠利在MV中以聖子頭亮相。除了服裝與髮型外，MV的攝影色調與歌曲的舞蹈動作，乃至於虛構節目中的遊戲比賽項目，全都是重現當年《晚霞喵喵》的節目風格。除了白米飯二人組外，演員西村和彦也在此MV中客串演出滿口業界用語的製作人一角。
難波鐵砲隊其之參的成員包括：
- Team N：白間美瑠、西村愛華
- Team M：村瀬紗英、与仪凯拉
- Team BII：赤澤萌乃、太田夢莉、久代梨奈
- 研究生：澀谷凪咲

除了與儀凱拉與久代梨奈外，所有的成員都是第一次加入難波鐵砲隊的名單。

### 彩姐
《彩姐》（さや姉）是一首僅有限量發行的劇場盤才有收錄的新歌，由所有未能入選單曲選拔組、白組、紅組與難波鐵砲隊的成員所共同演唱。「彩姐」是NMB48成員與歌迷們對Team N隊長山本彩的暱稱，因此此曲也是自第四張單曲《海岸邊最可愛的女孩！》劇場盤的收錄曲《Warukii》（わるきー）之後，第二首以個別團員的綽號作為歌名的歌曲。但有別於《Warukii》是渡邊美優紀個人的獨唱曲，山本彩並沒有參與《彩姐》一曲的演唱。該曲的內容，實際上是在描述Team BII與研究生這些新加入NMB48的後輩是如何看待山本彩。
擔任此曲中央位置成員的是研究生林萌萌香，參與此曲的演唱成員包括：
- Team M：小柳有沙
- Team BII：石塚朱莉、井尻晏菜、植田碧麗、梅原真子、河野早紀、山内翼
- 研究生：明石奈津子、石田優美、石原雅子、鵜野瑞希（鵜野みずき）、大段舞依、小川乃愛、川上千尋、嶋崎百萌香、高山梨子、照井穗乃佳、中川紘美、中野麗來、西澤瑠莉奈、林萌萌香、松岡知穂、松村芽久未、三浦亞莉沙、森田彩花、山尾梨奈

## 外部連結
- 7th Single （NMB48官方網站）（日語）
- NMB48 YouTube官方頻道公開之簡短版MV或宣传影片
  - YouTube上的我们的发现
  - YouTube上的我们的发现（dance ver.）
  - YouTube上的臼齿
  - YouTube上的野蛮的软冰淇淋
  - YouTube上的在雛壇上發揮不了我的魅力
  - YouTube上的彩姐
- 單曲宣傳街宣車
  - YouTube上的在澀谷行走的《我們的發現》街宣車